# 甘道夫
甘道夫是英国作家约翰·罗纳德·鲁埃尔·托尔金的史诗奇幻小说《魔戒》中的虛構人物。他是邁雅（Maiar）（即次級神）中最廣為人知的一位。在第三紀元時，以埃斯塔力（巫師）的身份協助對抗索倫在中土的勢力。在中土大陸各地，不同的種族對他有不同的稱呼，甘道夫是北方人對他的稱呼。

## 外觀與特徵

甘道夫使用的標記。

甘道夫的外形取材自北歐神話中的奧丁形象。最初，歐絡因作為一個老人出現在中土大陸，擁有灰色鬍子，灰色斗篷（對應其灰袍甘道夫的名號），和一頂藍色尖帽子。一些人知道他的身份，但其他人錯誤地認為他只不過是江湖上有些名聲的魔法師。亦有人以為甘道夫是精靈。
甘道夫能夠巧妙地運用各種魔法（例如最受哈比人歡迎的煙火），並熟悉中土大陸的各種歷史與學識；他也在中土大陸結識了不少各色各樣的朋友，包括旅店老闆奶油伯、鷹王關赫、神馬影疾等人在內。

## 《精靈寶鑽》時期的甘道夫
甘道夫在西方維林諾時的名號為歐絡因 （Olórin），跟隨曼威和瓦爾妲，他居住在羅瑞安花園，本身是妮娜的弟子，常常跟隨妮娜到曼督斯堡壘，聆聽亡靈之話語，從中得到智慧。
在《精靈寶鑽爭戰史》未被提及，雖然他喜愛精靈，但在當時維拉對中土大陸不聞不問的方針下，只好私下往來其中，要不就是以跟他們相同的模樣出現，精靈們並不知道，有時自己內心突然看見的美景或智慧，是來自於他的激勵。
當努曼諾爾帝國滅亡，索倫依然在中土大陸作惡之時，曼威決定派五名與索倫實力相當的邁雅前往中土大陸協助和鼓勵精靈和人類對抗索倫。但當時只有庫路耐爾（薩魯曼）自願承擔這個任務，於是曼威另找四位邁雅承擔任務，歐絡因是其中之一。他們化身成人類老人的模樣，自稱埃斯塔力，本身的能力受到限制，過去在維林諾的記憶也變得模糊不清。歐絡因是最後一個到達中土大陸的埃斯塔力，當時他乘船到達灰港岸，造船者瑟丹迎接他到來，瑟丹看得出歐絡因將來成就非凡，於是將手上的火之戒納雅贈與他。

## 《哈比人歷險記》時期的甘道夫
甘道夫不像薩魯曼，並不喜歡固定的居所，常常遊走中土大陸各處，當他無意間進入夏爾，發現哈比人這種未見過的種族時，內心的驚訝可想而知，他決定了解哈比人族，並在其過程中沾染了吸食煙草的習慣。
第三紀元2941年3月25日，甘道夫和矮人山下國王索恩二世之子索林·橡木盾於布理巧遇，若非這次巧遇，《哈比人歷險記》和《魔戒》的故事皆不會發生。當時索林從西方準備回到居所，在布理暫住了一晚，而甘道夫也是一樣，他已經大約二十年沒有拜訪過夏爾，當時因趕路而非常疲倦，就在布理暫歇。
甘道夫苦思索倫的勢力又再次崛起，擔心索倫與孤山的惡龍史矛革結盟，而唯有鐵丘陵的矮人，才能阻止邪惡勢力重回安格馬。而索林也有他的苦惱，他的王國在先祖時期就已經被史矛革毀滅了，除頂住山下國王的名號就一無所有，他想復仇，回復祖先功業，這一想法一直在腦海中回盪。
甘道夫的苦思被索林之出現打斷，於是兩人合作，甘道夫來到夏爾，半強迫哈比人比爾博·巴金斯加入他們一夥，共同前往位在東方的孤山收復被惡龍佔據的寶藏。漫長的旅途中，甘道夫曾多次解救整個團隊免於險境，他使計讓逮住矮人的三隻食人妖被陽光化為石像，並在食人妖的洞穴中取得武器敵擊劍 （Glamdring）；在迷霧山脈，甘道夫殺死哥布林王，從哥布林巢穴之中救出一眾矮人；他也設法讓矮人們入住換皮人比翁的住家避難。也就在這個旅途裡比爾博無意間於迷霧山脈地底發現了一枚具有隱身功能的魔戒。
矮人們與比爾博進入幽暗密林前，甘道夫與他們道別後便自行脫離隊伍，去完成更重要的任務，《魔戒》中說明，他是與其他聖白議會成員一同將盤據多爾哥多的死靈法師（事實上是重生的索倫）驅逐出幽暗密林。
當甘道夫一完成任務後，便迅速回去欲與比爾博他們會合，比爾博終在人類與精靈的營地內遇見甘道夫。五軍之戰在孤山爆發時，甘道夫說服人類、精靈和矮人團結一致來對抗半獸人大軍；最終成功消滅了中土大陸北方三分之一的半獸人。最後甘道夫一路送比爾博回鄉。

## 《魔戒》時期的甘道夫

### 灰袍甘道夫時期

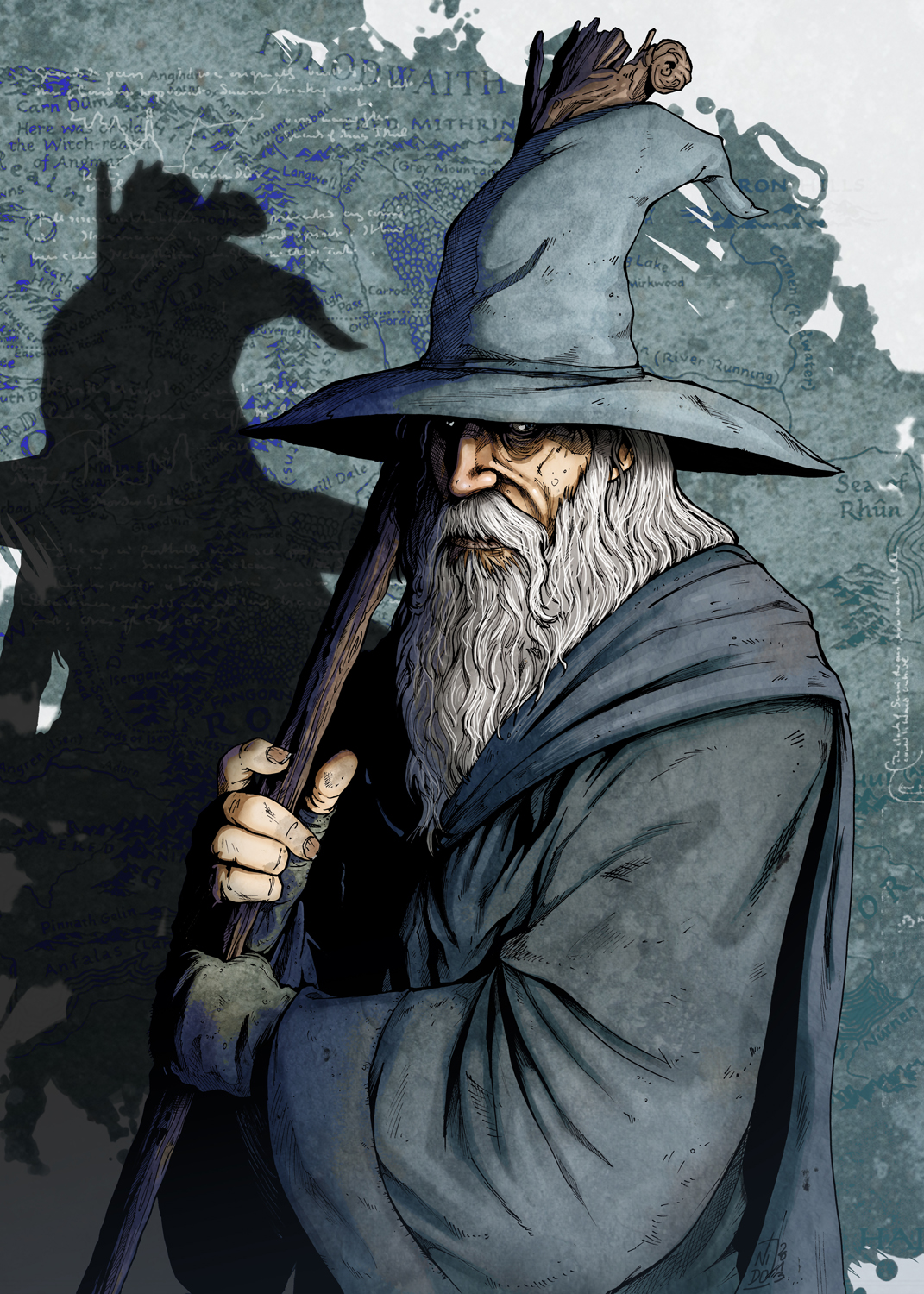
灰袍甘道夫

在《魔戒》中，再次來到夏爾的甘道夫得知比爾博所擁有的「魔法戒指」原來就是失落的至尊魔戒，於是鼓勵他放棄戒指，比爾博的侄子，也是其承繼人佛羅多·巴金斯承繼了至尊魔戒。甘道夫知道摧毀至尊魔戒唯一辦法就是將之丟入末日火山的熔岩烈焰中，所以吩咐佛羅多和他的園丁山姆衛斯·詹吉帶同至尊魔戒到瑞文戴爾。
在褐袍瑞達加斯特的通報下，甘道夫來到艾辛格尋求白袍薩魯曼的協助，卻被已心向邪惡的薩魯曼囚禁，然而甘道夫其後在歐散克塔頂為風王關赫所救，也到了瑞文戴爾。
在瑞文戴爾的愛隆會議中，佛羅多請願擔任至尊魔戒的銷毀任務，將攜帶魔戒至末日火山。甘道夫聯同四名哈比人（佛羅多、山姆、皮聘、梅里），兩名人類（亞拉岡、波羅莫），一名精靈（勒苟拉斯），一名矮人（金靂），合組九人的魔戒遠征隊，以對應索倫的九戒靈。
魔戒遠征隊於冬季登上卡蘭拉斯山 （Mount Caradhras），因不敵嚴寒天氣而另找通道越過迷霧山脈（电影中是萨魯曼的阻挡迫使他们冒险穿过摩瑞亞矿洞，并且甘道夫似乎预见到了危险而让魔戒持有者佛罗多决定是否进入摩瑞亞）。於是他們進入摩瑞亞 （Moria），皮聘丟下了一塊小石頭（電影則為一具骸骨，且在巴林之墓內）而弄醒魔苟斯時代殘留下來的摩瑞亞炎魔，甘道夫與炎魔作戰，兩者雙雙墜入都靈之淵。

### 白袍甘道夫時期

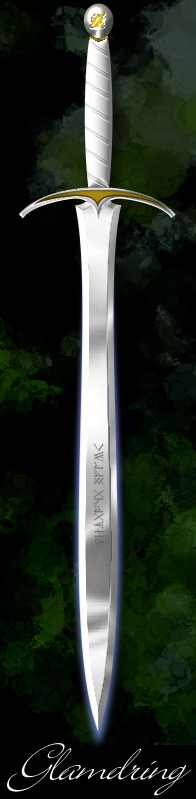
甘道夫所使用的武器敵擊劍

甘道夫一直往下掉（有說三日兩夜），炎魔也就在旁邊，他遭到嚴重燒傷，然後一起落入深水之中，那裡是大地之根基。之後兩者一路對戰，踏入了可以直上迷霧山脈最高峰的無盡之階。在西拉克西吉爾峰上，甘道夫打倒了炎魔，但他虛耗太多，就此死去。
甘道夫的靈魂沒有返抵阿門洲的曼威處，而是直接被送至一亞（宇宙）之外，伊露維塔（眾生萬物之父）的面前，他被伊露維塔賜予更大力量，並返回原先死去身體處重生。甘道夫代替背叛的薩魯曼，晉升成為白袍，是為五巫之首。
甘道夫乘住巨鷹之王風王關赫前往羅斯洛立安尋找凱蘭崔爾女王，凱蘭崔爾醫治他，並送給他一件華美的白袍。甘道夫回復狀態後，進入法貢森林，與亞拉岡、勒苟拉斯和金靂會合，一起到達洛汗首都伊多拉斯，將國王希優頓從薩魯曼咒術控制底下解救出來。
亞拉岡、勒苟拉斯、金靂和洛汗國的軍隊在聖盔谷遭到強獸人大軍的圍攻，在危急之時甘道夫率領一批援軍從高山上衝下來，擊潰了敵人。隨即甘道夫來到被樹人接管的艾辛格，摧毀了叛徒薩魯曼的法杖。但由於皮聘誤觸真知晶球而被索倫看見，為躲避戒靈追殺，甘道夫帶著皮聘前往米那斯提力斯。
隨後魔多的半獸人大軍圍攻米那斯提力斯，攝政王迪耐瑟無心應戰，甘道夫便指揮剛鐸士兵抗敵；在破城的一刻，他擋住了安格馬巫王（電影裡則是被巫王打敗，法杖也斷裂）。隨後與皮聘、貝瑞貢一起來到王室墓陵阻止了發瘋的迪耐瑟燒死法拉墨。帕蘭諾平原戰役後，甘道夫與亞拉岡、伊歐墨、印拉希爾等人決定直接率軍攻向黑門，為魔戒持有者贏得一絲機會。
黑門之戰後，魔戒毀滅、索倫敗亡，在米那斯提力斯前，甘道夫為人皇亞拉岡加冕。隨後參與了人皇與精靈公主亞玟的婚禮、希優頓的葬禮，最後陪同四個哈比人一同返鄉，在夏爾邊界與之道別，去和湯姆·龐巴迪會面。
在第三紀元的最後一年，任務已完成的甘道夫同凱蘭崔爾、愛隆等精靈三戒的持有者，以及魔戒持有者比爾博、佛羅多叔姪一起在灰港岸乘船離開中土世界，前往海外仙境。

## 甘道夫的多個名字
- 歐絡因 Olórin，昆雅語，遠古時在西方瓦林諾使用的名號，意思是「夢想家」 （dreamer）或「迷夢」 （dreams）。
- 米斯蘭達 Mithrandir，辛達林語，精靈們多半這麼稱呼他；也在剛鐸使用，意思是「灰袍聖徒」（Grey Pilgrim）。
- 甘道夫 Gandalf，北方使用，意思是「杖之精靈」。
- 白袍騎士 The White Rider，當他乘住影疾（Shadowfax）之時。
- 烏鴉嘴 Stormcrow，巧言於洛汗皇廳諷刺甘道夫帶來惡耗。
- 因卡諾斯 Incánus，南方使用。
- 塔空 Tharkûn，矮人語，用於矮人。
- 灰袍甘道夫 Gandalf Greyhame。

## 電影形象

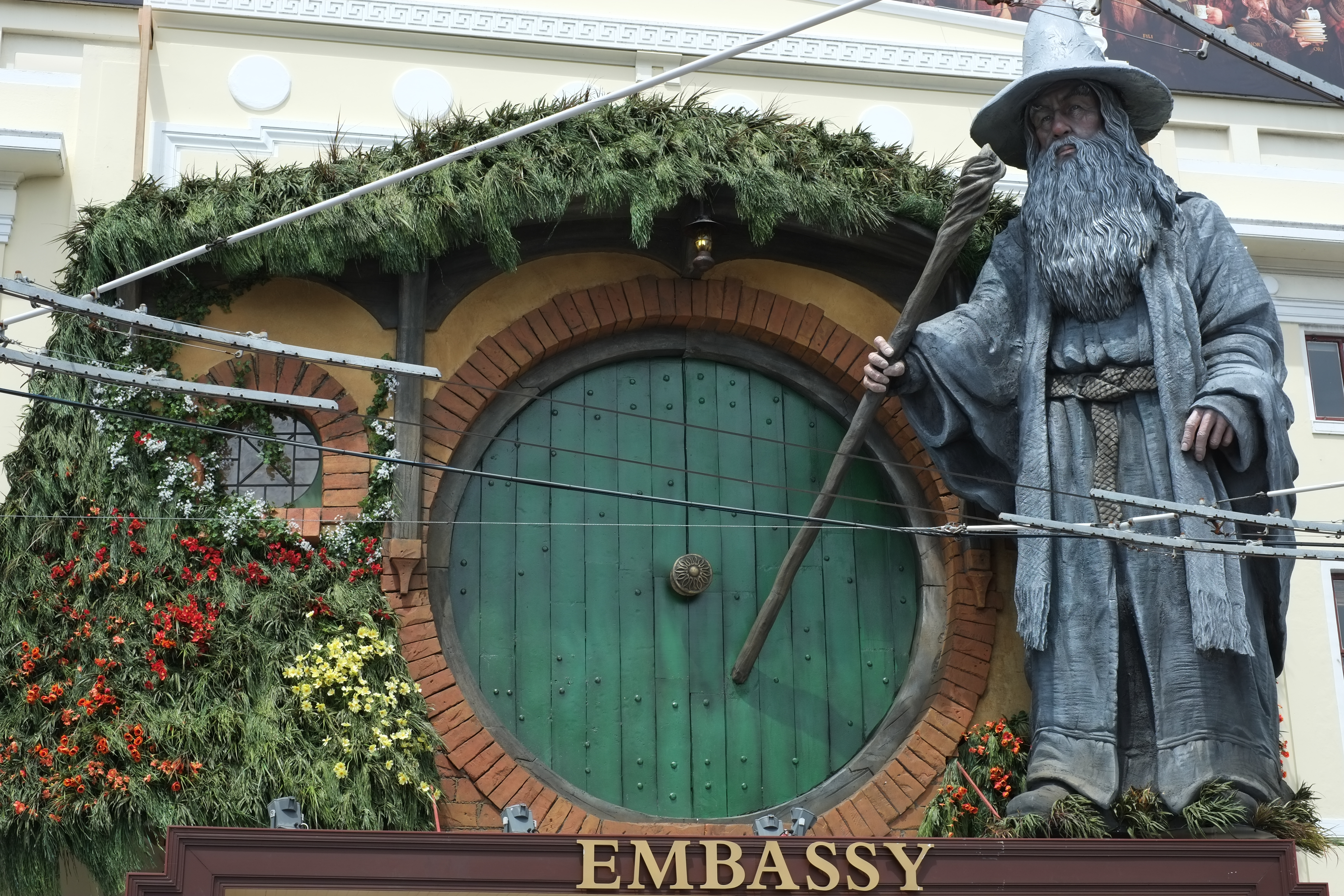
2012年《哈比人：意外旅程》首映時，在威靈頓的灰袍甘道夫造型。

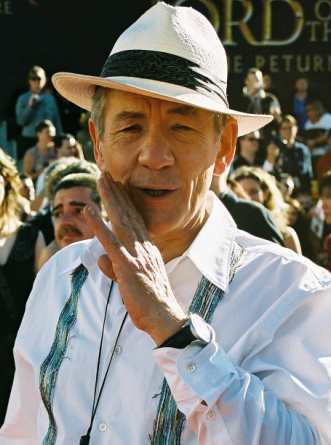
在電影中飾演甘道夫此一角色的演員伊恩·麥克連爵士。

在2001年開始上映的《魔戒電影三部曲》，甘道夫的角色由伊恩·麥克連飾演。其實最初選角的人選還有克里斯多弗·普拉瑪和史恩·康納萊，但他們都推掉了此一角色；大衛·鮑伊也曾是人選之一，但因時間關係而作罷。伊恩·麥克連表示很高興能扮演這個角色，他認為甘道夫的形象是一個「典型的巫師」；也說「白袍甘道夫比較難演，他是被派回來完成任務，因此他變得更嚴肅、更專注」。在剛開始時，麥克連甚至連甘道夫是誰都不知道，不過他後來透過聆聽及學習托爾金的聲音來演繹甘道夫的聲音。
伊恩·麥克連因在魔戒系列的第一部電影《魔戒首部曲：魔戒現身》飾演甘道夫而獲提名奧斯卡最佳男配角獎。
麥克連也在一些相關的電子遊戲裡為這個角色配音。
於2012年至2014年間的《哈比人電影系列》裡，伊恩·麥克連再度回歸演出甘道夫一角。在這部系列電影中，灰袍甘道夫的外形基本上仍保持《魔戒》電影裡的設計，但多了一條銀色圍巾，使之更符合原著的描述。
2017年，麥克連在電視節目上針對亞馬遜公司將製作《魔戒》劇集訊息表示他有意願再繼續演出甘道夫此一角色，還說「甘道夫都已經超過七千歲了，相比起我還不算太老」。

## 其他影響
《哈利波特》中的巫師阿不思·鄧不利多（Albus Dumbledore）在性格與外形上都與甘道夫非常類似。
在60年代托爾金的著作於美國風行之時，還出現了像「支持甘道夫當總統」（Gandalf for President）這樣的口號:207。
英國兒童文學家瑪麗·霍夫曼曾表示甘道夫是她最喜歡的虛構人物之一。在經過伊恩·麥克連的演繹後，甘道夫亦名列於《帝國雜誌》歷史上100個最偉大的電影角色中。
美國作家喬治·R·R·馬丁表示《魔戒》中甘道夫之死的情節對他產生了深刻影響，他說：「托爾金最偉大之處是在描寫角色陷入魔戒誘惑的掙扎......然後『甘道夫』就死掉了。我無法形容這對13歲的我有什麼影響，你不能殺死『甘道夫』啊！」。
2003年，紐西蘭政府為慶祝《魔戒電影三部曲》的上映，特意發行一種面值為50分的硬幣，上面印有甘道夫的形象。演員麥克連在聞訊後表示對此很高興，但堅稱甘道夫這個角色是屬於原著作者托爾金的，而非他本人，「我愿意去把自己想像成是他的一个經紀人」。在後來《哈比人：意外旅程》首映前發行的哈比人紀念硬幣裡，亦刻有甘道夫的形象。
甘道夫在系列首部电影中，最后阻挡炎魔时所喊出的台词“You shall not pass!” 成为了一个网络迷因。

## 外部連結
- 互联网电影数据库上甘道夫的资料（英文）
- 甘道夫 （页面存档备份，存于）在Tolkien Gateway上的條目（英文）
- 甘道夫在阿爾達百科全書上的條目（英文）
- 甘道夫 （页面存档备份，存于）在TheOneRing.net網站上的資料（英文）
- The painting from which Tolkien drew inspiration for Gandalf（英文）